# 신율의 시사열차
《신율의 시사열차》는 대한민국의 TV조선의 시사 프로그램이다. 한 주간 정치권 핫 이슈를 총정리하는 프로그램이다.

## 방송 시간
- 2013년 1월 2일 ~ 5월 3일 : 매주 월~금요일 오후 3시 50분
- 2013년 5월 6일 ~ 9월 27일 : 매주 월~금요일 오후 2시 40분